# Gyamotang (häradshuvudort i Kina, Tibet Autonomous Region, lat 31,53, long 95,43)
Gyamotang (kinesiska: Jiamotang, 加莫塘, Dingqing Xian, 丁青县) är en häradshuvudort i Kina. Den ligger i den autonoma regionen Tibet, i den sydvästra delen av landet, omkring 460 kilometer nordost om regionhuvudstaden Lhasa. Antalet invånare är 69 888. Befolkningen består av 33 720 kvinnor och 36 168 män. Barn under 15 år utgör 29,0 %, vuxna 15-64 år 65 %, och äldre över 65 år 4,0 %.
Runt Gyamotang är det mycket glesbefolkat, med 6 invånare per kvadratkilometer. Gyamotang är det största samhället i trakten. Trakten runt Gyamotang består i huvudsak av gräsmarker.
Genomsnittlig årsnederbörd är 850 millimeter. Den regnigaste månaden är juni, med i genomsnitt 167 mm nederbörd, och den torraste är december, med 4 mm nederbörd.